# (26819) 1987 QH7
1987 كيو إتش 7 (ويعرف أيضًا باسم (26819) 1987 كيو إتش 7 وفق تسمية الكوكب الصغير) (بالإنجليزية: 1987 QH7)‏ هو كويكب ضمن حزام الكويكبات؛ وترتيبه 26819 من حيث الاكتشاف.
اكتُشف هذا الجُرم الفلكي بواسطة اليانور إف. هيلين في 23 أغسطس 1987.

## وصلات خارجية
- (26819) 1987 QH7 في قاعدة بيانات مختبر الدفع النفاث لأجرام النظام الشمسي الصغيرة

- الاكتشاف · مخطط المدار ·  العناصر المدارية · المعلمات المادية

- (26819) 1987 QH7 على موقع ويكي سكاي: DSS2, SDSS, GALEX, IRAS, Hydrogen α, X-Ray, Astrophoto, Sky Map, Articles and images